# Godsägare
En godsägare är ägaren av ett större jordbruk, som benämns gods.
Dessa har även kallats "possessionater", "jorddrottar" eller "patroner". Termen "godsherrlig" användes tidigare om rättigheter som tillkommer innehavaren av ett (frälse)gods. Betydelsen var att godsägaren var oinskränkt husbonde och hade godsherrlig makt över godsets egna underhavande.
För skötseln av jordbruket anställdes statare. Som en del av lönen erbjöds en liten bostad i på godset uppförd statarlänga.